# Salantoia
Salantoia是弄蝶科（珍弄蝶亞科、藍條弄蝶族）裡的一個屬，是從傷弄蝶屬分拆出來的分類，尚無中文命名，共有2個物種。

## 物種
- Salantoia dinka - (Evans, 1952)
- 亞馬遜傷弄蝶 Salantoia eriopis - (Hewitson, 1867)

## 文獻
- 寿建新、周尧、李宇飞. . 中國: 陝西科學技術出版社. 2006: 370. ISBN 9787536936768 （中文（简体））.

## 外部連結
- 维基共享资源上的相關多媒體資源：Salantoia
- 維基物種上的相關：Salantoia